# Garmin
（NASDAQ：GRMN），由蓋瑞·貝瑞爾與高民環於1989年10月成立，總部座落於美國堪薩斯州堪薩斯市近郊的奧拉西。航空電子外，也發展全球定位系統、智能手表與其他消費性產品。

## 品牌

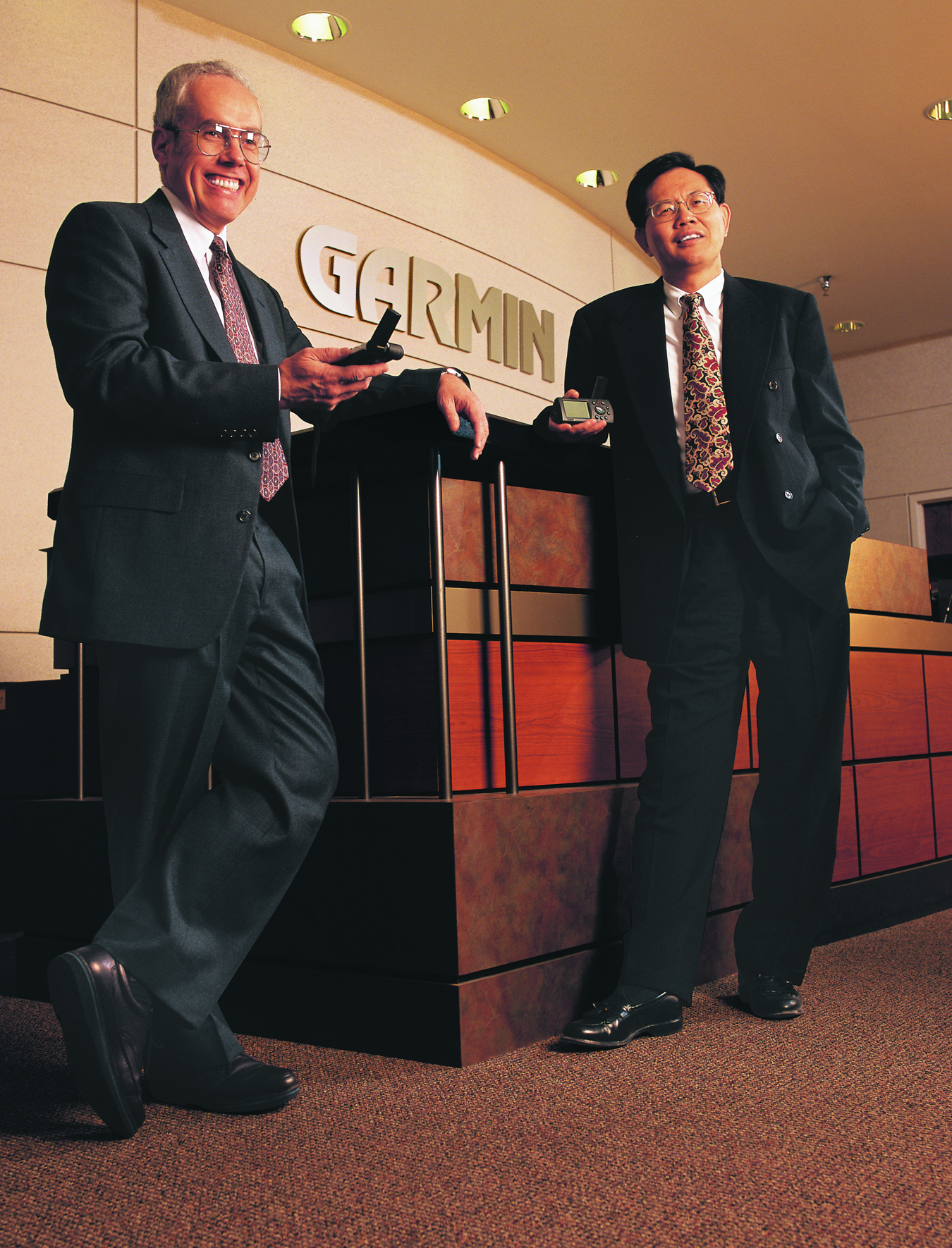
Garmin的兩位創辦人蓋瑞·貝瑞爾與高民環

主要創辦人蓋瑞·貝瑞爾在威奇塔州立大學取得學位後轉往壬色列理工學院畢業後，1963年服務於製造航空無線電的公司，主要供應客戶為波音等企業，該公司輾轉於1999年之後成為霍尼韦尔公司的一部分。高民環在中華民國海軍服役後，自中華民國國立臺灣大學前往美國田納西大學進修，研究生時期替美國航太總署以及美國陸軍研究，自1983年後離職。
兩人合作起源於蓋瑞·貝瑞爾在1983年請來高民環為公司效力，當時高民環正在研發應用NAVSTAR人造衛星群的軍用GPS導航器。“NAVSTAR-GPS”即現在廣泛使用的GPS全稱，由美國政府所有。蓋瑞·貝瑞爾的公司後推出飛行器用的GPS導航器，是第一個被美國聯邦航空管理局所認可的。創辦時本來命名為ProNav，但未果而改成兩人的合字Gar和Min，至於中文名台灣國際航電，雖然在美國創立，但也在瑞士有業務，產品製造則大部分位於台灣生產，則是因為公司期許以台灣為出發地，高度國際化而名。
Garmin除了航空航海的儀器業務，期間憑著導航的技術，更一度做到車用衛星導航的業界龍頭，但後來隨著智慧手機地圖崛起後，改行測速行車紀錄器與積極進行轉型，現在消費電子領域中改切入運動裝置，與投入逐漸崛起的車用前裝（指的是內建高精地圖，自駕車定位等）市場。

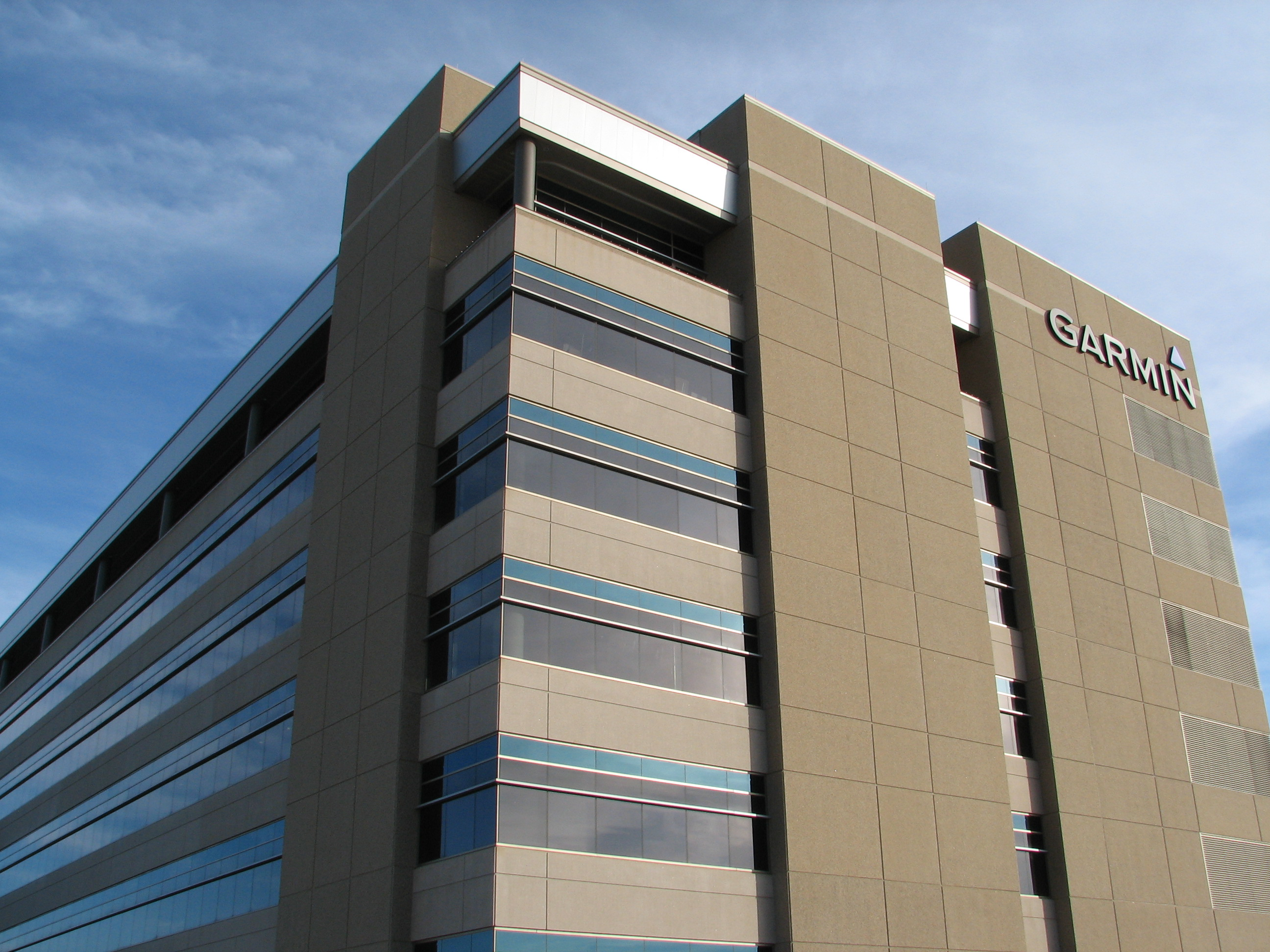
Garmin總部

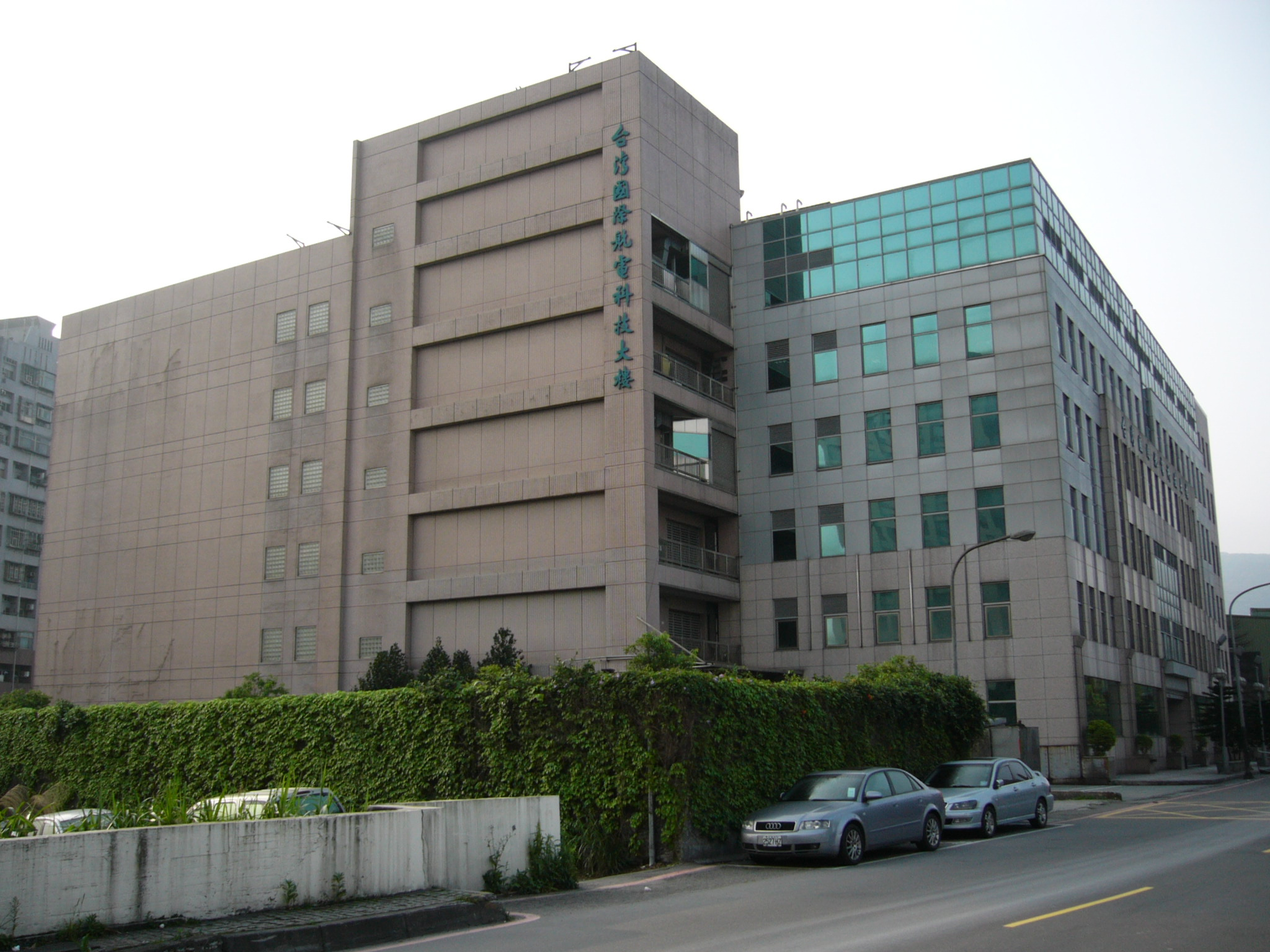
台灣國際航電科技大樓

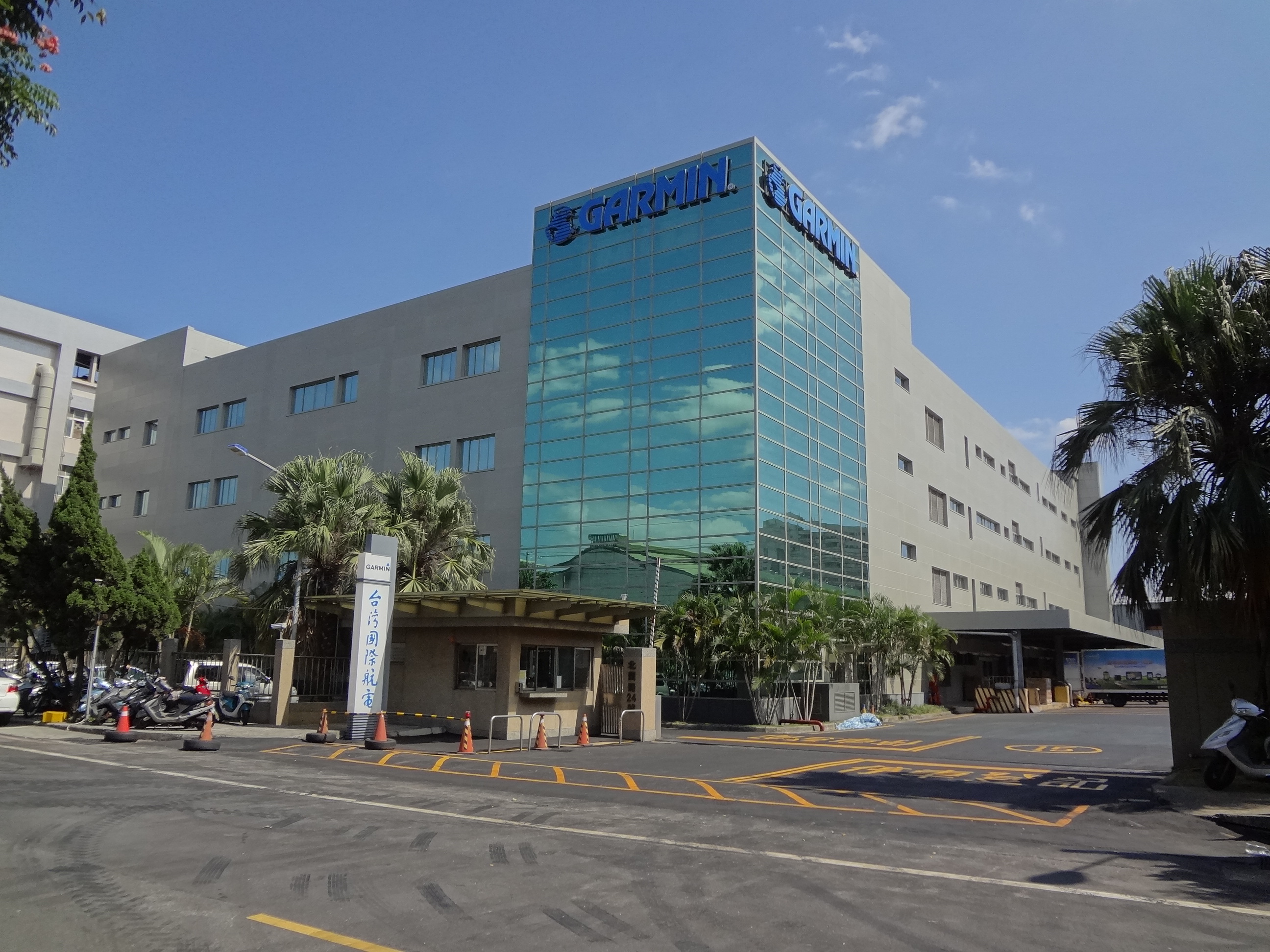
台灣國際航電中壢廠

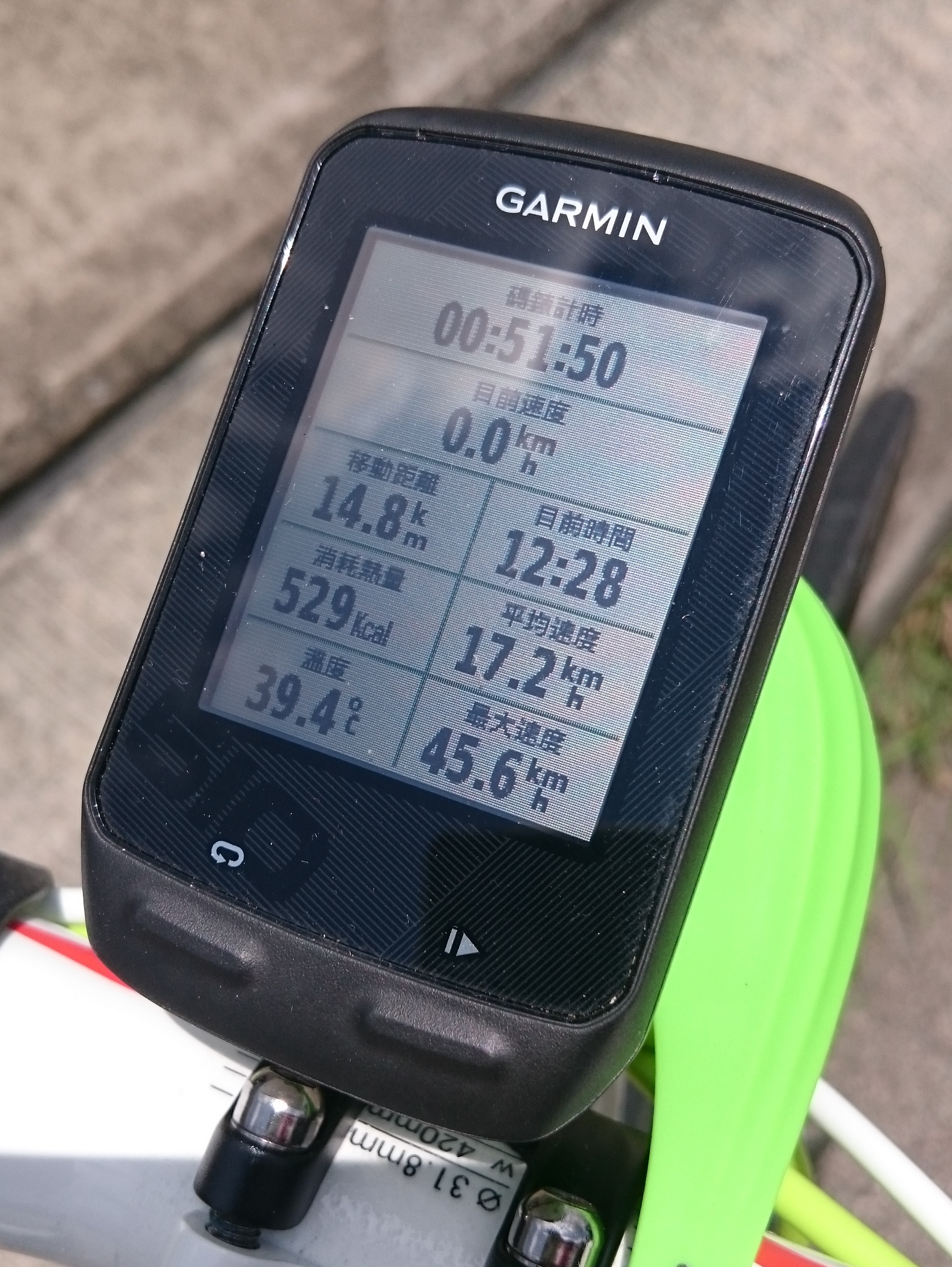
Garmin 510系列適合於自行車使用，偵測及紀錄行車紀錄

## 历史
- 1990年，蓋瑞·貝瑞爾與高民環正式於堪薩斯州成立辦公室。原先使用「ProNav」取「專業導航器」之意涵，但是在被指控到侵犯競爭品牌的商標權後，於1991年改名。Gar-min是兩位創辦人的名取頭字接合：Gary Burrell、高民環（Min Kao）。

- 1990年發表GPS 100，針對水上船隻所設計的駕駛面板裝備型GPS接收器，以定價2500美元賣出5000具。
- 1991年在台灣台北縣(現新北市)成立工廠。在伊拉克服役的軍人間，Garmin早期的隨身型GPS接收器相當的受到歡迎。

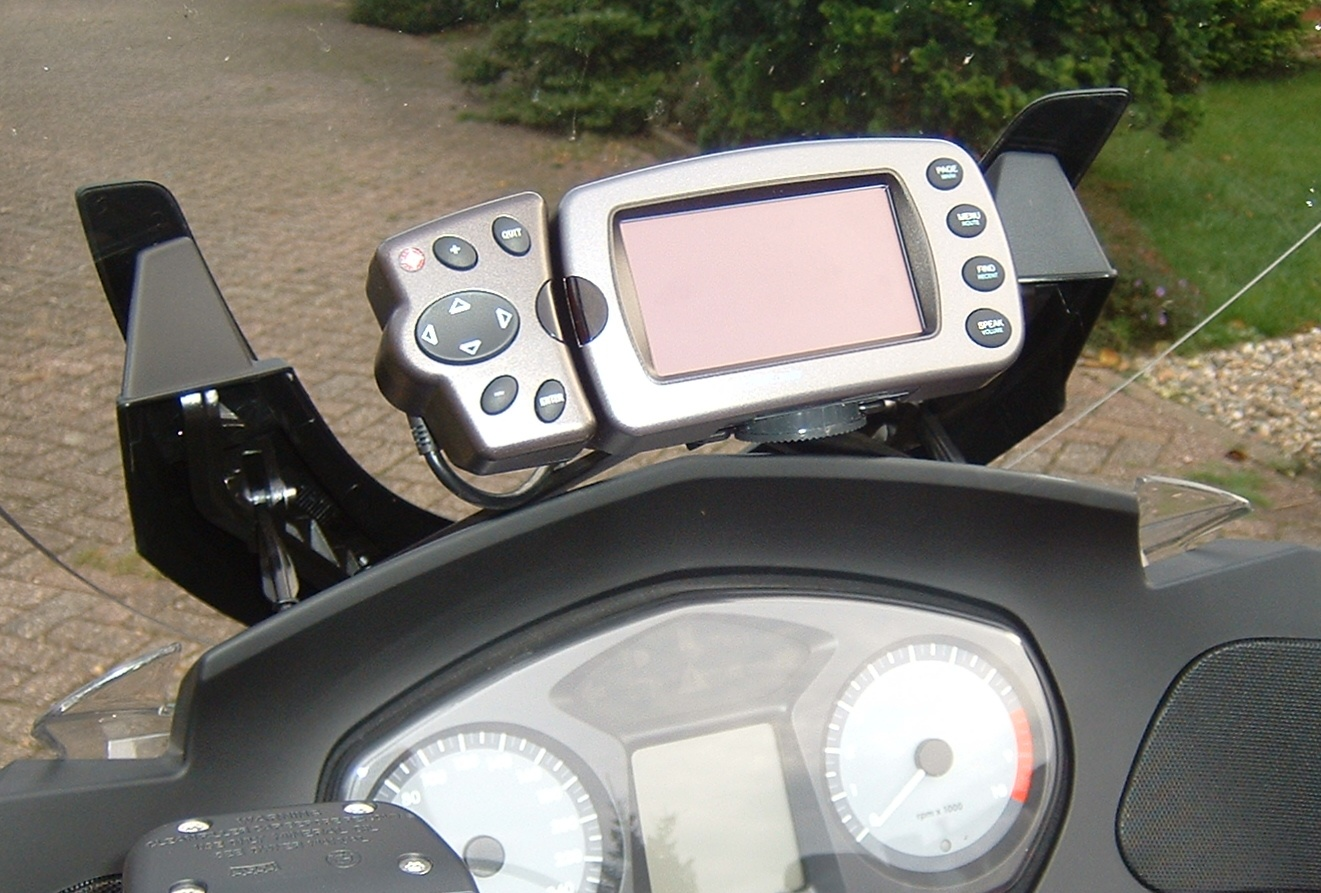
Garmin StreetPilot 2610裝在BMW R1200RT機車儀表版前

- 1995年Garmin銷售量到1億美元，利潤2千3百萬。

- 1999年銷售量2億3千3百萬美元，利潤6千4百萬。在1999年粗略的來說，水上GPS接收器與其他戶外休閒產品，大約奪下五成的北美市佔率；產業評鑑機構Frost and Sullivan的數據估算，此時的Garmin產品，航空器加裝的GPS產品瓜分了59%市場佔有率，手持隨身攜帶型GPS產品佔據76%市場佔有率。

- 2000年，Garmin已賣出3百萬具GPS產品，且有50種產品。此時的公司員工有1205人：美國541人、台灣635人及英國29人。

- 2004年，蓋瑞·貝瑞爾退任為名譽董事長。高民環任董事長。

- 2009年2月4日宣佈與華碩共同組建新品牌Garmin-Asus來主攻智慧型手機市場[4]。後表現不佳退出市場。

- 2009年11月6日發表自製台灣導航地圖[5]，成為台灣地區第一家提供自行生產硬體、軟體、及地圖圖資的衛星導航公司。

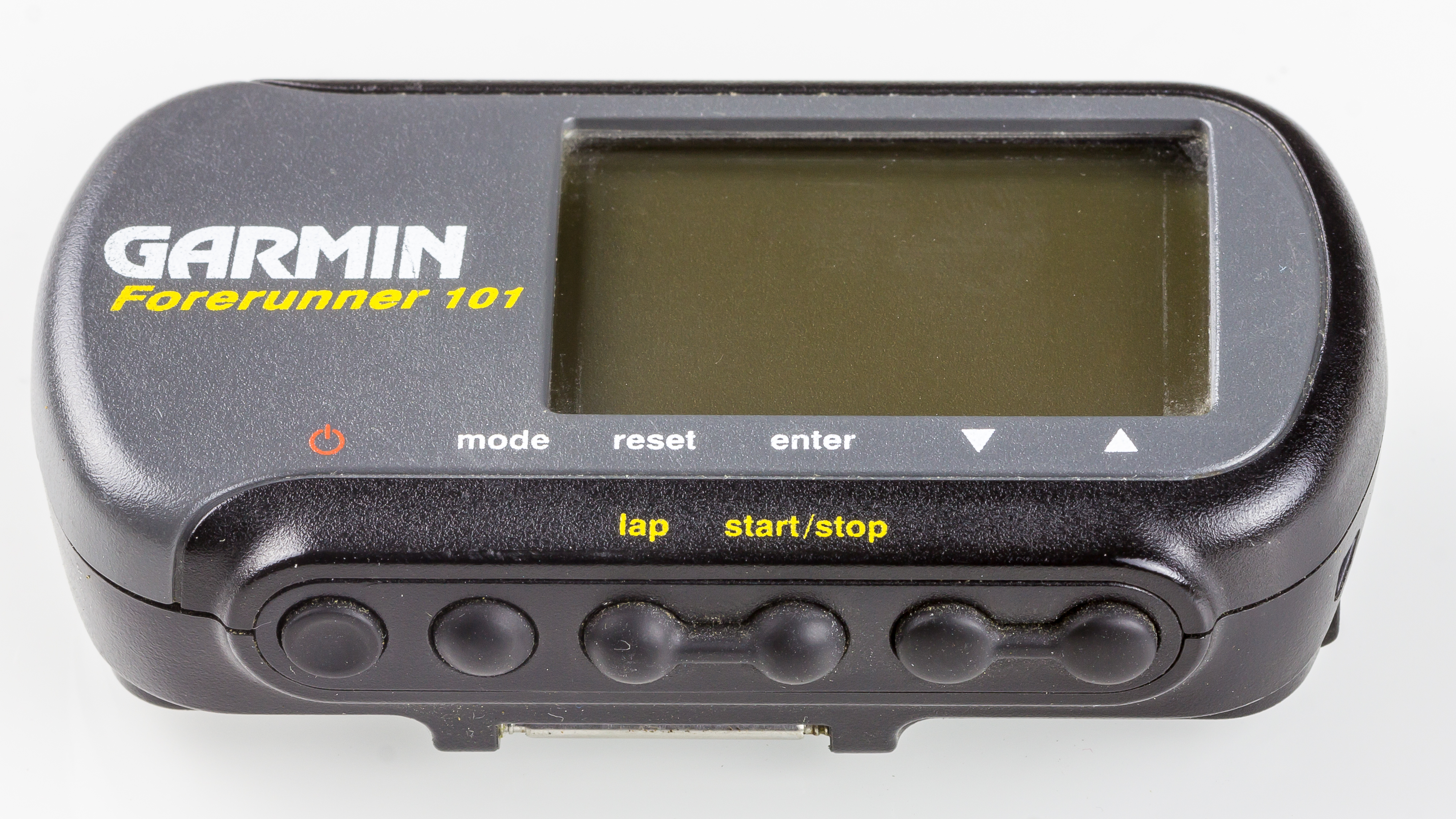
Garmin Forerunner 101
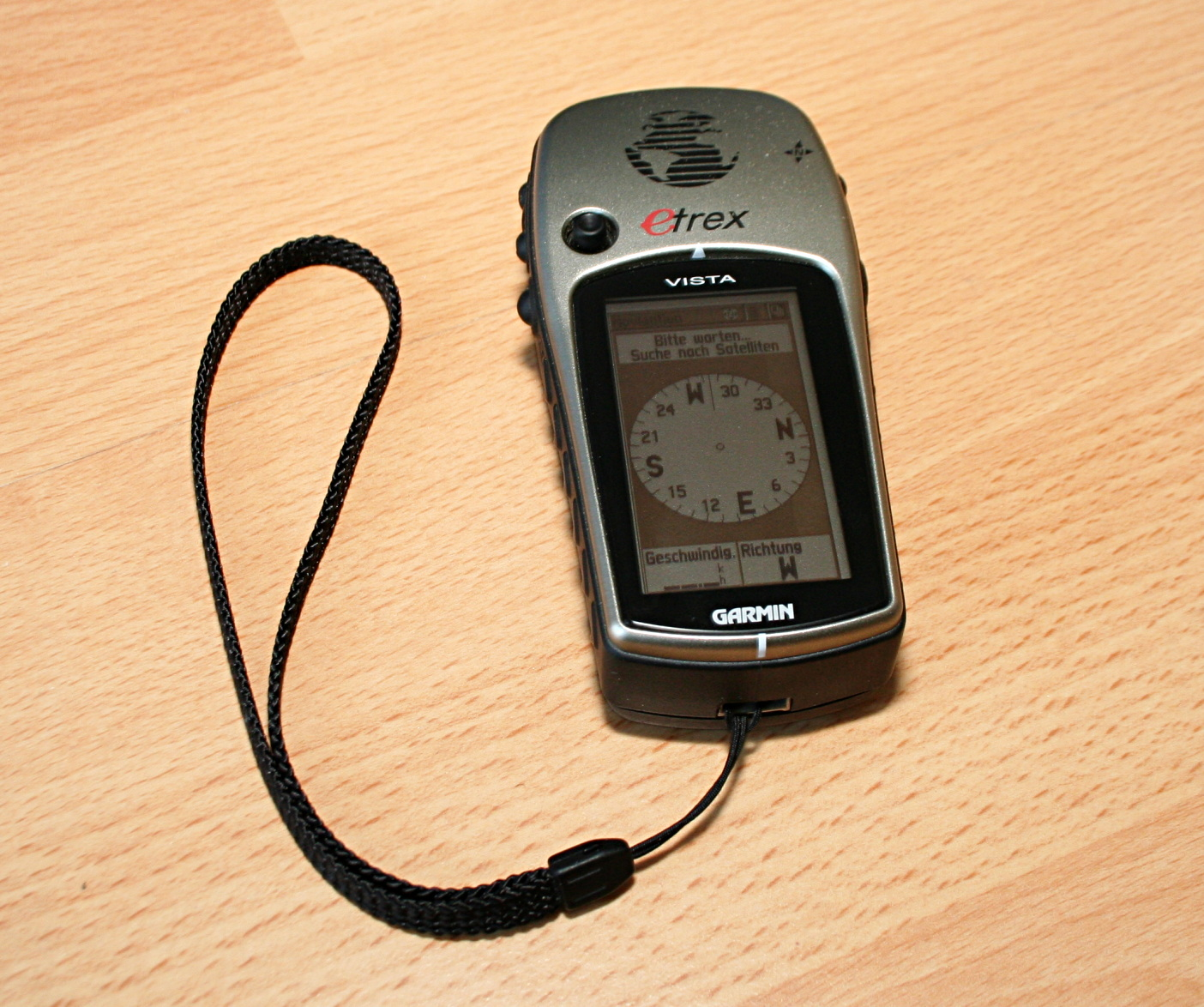
Garmin eTrex
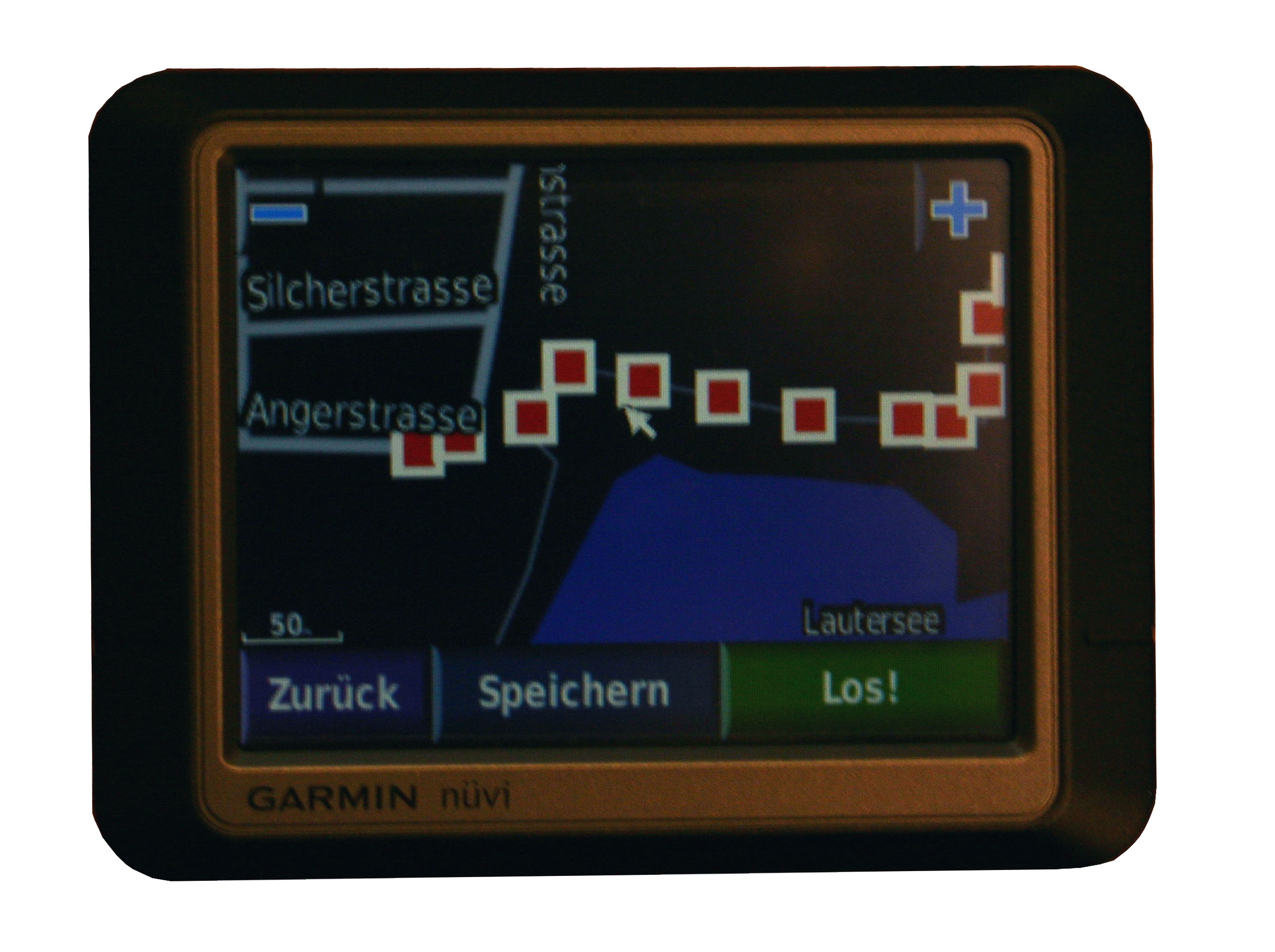
Garmin 250 POIs

- 2010年，公司遷冊至瑞士[6]。
- 2018年推出Garmin Pay電子錢包服務。[7][8][9]

- 2019年，Garmin开发自动着陆系统。当该系统发现飞行员没有做出反应或者有乘客介入飞行系统时，系统会接管飞机。这是为了防止20年前佩恩·斯图尔特(Payne Stewart)的坠机事故，这名高尔夫球手的私人飞机出现减压，机上的所有人都丧失行动能力。當年这架飞机根据直线自动驾驶飞行了四个小时，直到燃料耗尽，坠毁在南达科他州。[10]

## 爭議事件
- 2018年3月30日，Garmin中國未經母公司同意即發出聲明函表示：身為扎根中國多年的公司，對於其網站上將台灣標示為國家一事，認為這是一項疏漏與錯誤，Garmin中國表示曾在2018年1月对于Garmin中国以及其他亚洲分支机构的网站进行了全面检查，以确保网页内容的表述符合中国大陆当局的立场，但仍有疏忽，對此事感到抱歉。在此後會進行自我審查，並採取防範措施，以防止這樣的事件再次發生。[11][12][13]

- 2020年在7月23日時，Garmin官方突然公布了為期2天（從7/23星期四傍晚、7/24星期五到7/25星期六）的維修公告，Garmin相關應用程式和服務服務幾乎全面暫停服務，甚至包括客服中心都停擺。後續，多家國外媒體分別私下向Garmin員工查證才得知，可能是WastedLocker這支勒索軟體造成了這起大當機事件。這次服務中斷也連累Garmin客服中心，意味公司人員無法回覆顧客電話、電郵或進行線上交談。然而至27日，Garmin 服務還未完全恢復，引發許多用戶不滿。用戶對於Garmin的事件說明不清楚、未能承諾服務回復時間等感到相當不愉快。儘管資料能夠儲存在裝置上，然而歷經四天的服務中斷，裝置容量隨時可能存滿，但服務恢復運作的時間尚未明朗，用戶也只能繼續枯等。[14][15]2020年在7月28日Garmin宣布，網路功能將從今天開始恢復正常，各項系統將在接下來幾天徹底恢復。Garmin承認受到外部而來的網路攻擊，部分公司系統被加密鎖定，因而導致「網站功能、客服、顧客面向的應用服務和公司溝通機能」停止運作。然而Garmin強調「沒有證據」顯示客戶數據被外流，包括Garmin Pay裡的付款數據。此外，除了線上服務外，旗下產品本身的功能並未受影響。[16][17]

## 外部連結
- 官方网站